# Ken Vuagnoux
Ken Vuagnoux (* 25. Juli 1995 in Nizza) ist ein französischer Snowboarder. Er startet im Snowboardcross.

## Werdegang
Vuagnoux startete im Januar 2011 in Puy-Saint-Vincent erstmals im Europacup und belegte dabei den 35. Platz. Sein Debüt im Snowboard-Weltcup hatte er im März 2013 in Veysonnaz, das er auf dem 49. Platz beendete. Bei den Juniorenweltmeisterschaften 2014 in Chiesa in Valmalenco und den Juniorenweltmeisterschaften 2015 in Yabuli holte er jeweils die Bronzemedaille. Im Januar 2015 errang er bei den Weltmeisterschaften am Kreischberg den 12. Platz. Im folgenden Monat wurde er Achter bei der Winter-Universiade in Sierra Nevada und Anfang April 2015 französischer Meister im Snowboardcross. Im Februar 2017 holte er in Colere seinen ersten Sieg im Europacup. Bei den Weltmeisterschaften 2017 in Sierra Nevada kam er auf den 40. Platz. In der Saison 2017/18 siegte er beim Europacup in Isola 2000 und erreichte mit dem dritten Platz in Feldberg seine erste Podestplatzierung im Weltcup. Bei den Olympischen Winterspielen 2018 in Pyeongchang belegte er den 21. Platz im Snowboardcross. Im folgenden Jahr kam er bei den Snowboard-Weltmeisterschaften 2019 in Park City auf den 25. Platz.
Vuagnoux nahm bisher an 51 Weltcups teil und kam dabei sechsmal unter die ersten Zehn. (Stand: Saisonende 2022/23)

## Teilnahmen an Weltmeisterschaften und Olympischen Winterspielen

### Olympische Winterspiele
- 2018 Pyeongchang: 21. Platz Snowboardcross

### Snowboard-Weltmeisterschaften
- 2015 Kreischberg: 12. Platz Snowboardcross
- 2017 Sierra Nevada: 40. Platz Snowboardcross
- 2019 Park City: 25. Platz Snowboardcross

## Snowboardcross-Weltcup-Gesamtplatzierungen
| Saison  | Platz | Punkte |
| ------- | ----- | ------ |
| 2012/13 | 81.   | 16     |
| 2013/14 | 33.   | 346    |
| 2014/15 | 23.   | 320    |
| 2015/16 | 30.   | 700,4  |
| 2016/17 | 29.   | 568    |
| 2017/18 | 24.   | 1383,3 |
| 2018/19 | 62.   | 34,6   |
| 2019/20 | 39.   | 168    |
| 2020/21 | 44.   | 9      |
| 2021/22 | 36.   | 46     |
| 2022/23 | 20.   | 119    |
| 2023/24 | 33.   | 78     |